# Agapetus illini
Agapetus illini är en nattsländeart som beskrevs av Ross 1938. Agapetus illini ingår i släktet Agapetus och familjen stenhusnattsländor. Inga underarter finns listade i Catalogue of Life.